# Changning (Yibin)

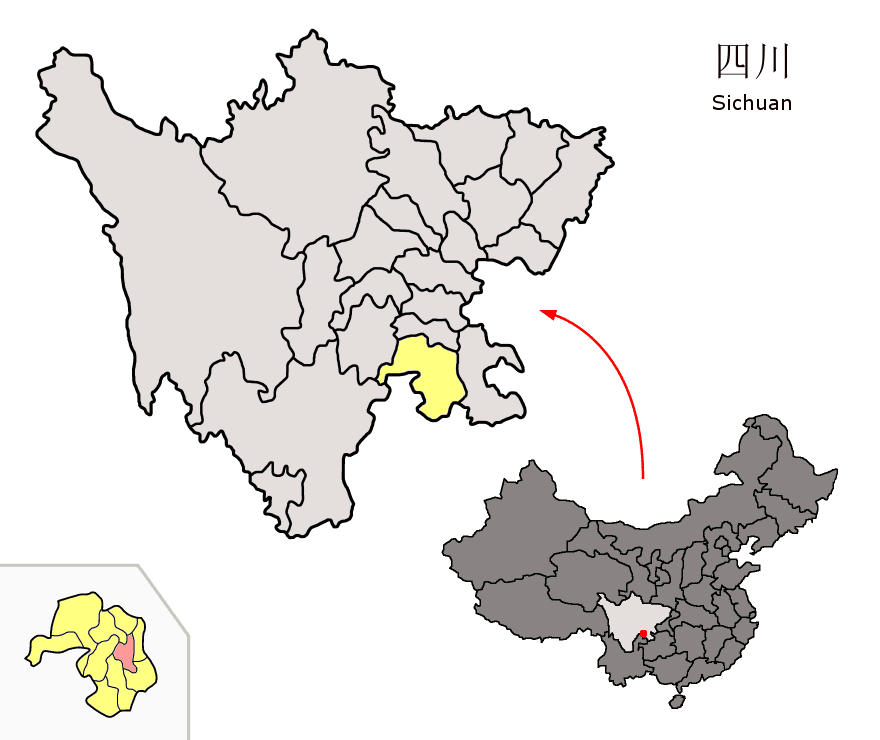
Lage des Kreises Changning (rosa) in der bezirksfreien Stadt Yibin (gelb).

Der Kreis Changning (chinesisch 长宁县, Pinyin Chángníng Xiàn) ist ein Kreis der bezirksfreien Stadt Yibin im Südosten der südwestchinesischen Provinz Sichuan. Er hat eine Fläche von 943 km² und zählt 327.904 Einwohner (Stand: Zensus 2020). Sein Hauptort ist die Großgemeinde Changning (长宁镇).

## Administrative Gliederung
Auf Gemeindeebene setzt sich der Kreis aus zehn Großgemeinden und acht Gemeinden zusammen. 